# كبريتيد القصدير الثنائي
كبريتيد القصدير الثنائي هو مركب كيميائي من القصدير والكبريت، له الصيغة الكيميائية SnS، ويكون على شكل مسحوق رمادي داكن اللون.

## التحضير
يوجد المركب طبيعياً على شكل معدن اسمه هيرزنبرغيت Herzenbergite. أما مخبرياً فيحضر من التفاعل المباشر بين العنصرين المكونين للمركب:
{\displaystyle \mathrm {Sn+\ S\longrightarrow \ SnS} }
أو من تفاعل كلوريد القصدير الثنائي مع كبريتيد الهيدروجين:
{\displaystyle \mathrm {SnCl_{2}+H_{2}S\longrightarrow \ SnS+2\ HCl} }

## الخواص
يوجد المركب في درجة حرارة الغرفة على شكل مسحوق رمادي دامن اللون، غير منحل عملياً في الماء؛ لكنه ينحل في حمض الهيدروكلوريك المركز.

## الاستخدامات
تستخدم طريقة تحضير كبريتيد القصدير الثنائي للكشف عن أيونات القصدير الثنائي 2+Sn في المحلول بإجراء تفاعل ترسيب باستخدام محلول كبريتيد الهيدروجين.
{\displaystyle \mathrm {Sn^{2+}+\ S^{2-}\longrightarrow \ SnS\downarrow } }
كما له تطبيقات هندسية في صناعة أفلام والطبقات الرقيقة في الخلايا الشمسية.